# قائمة قلاع فرنسا

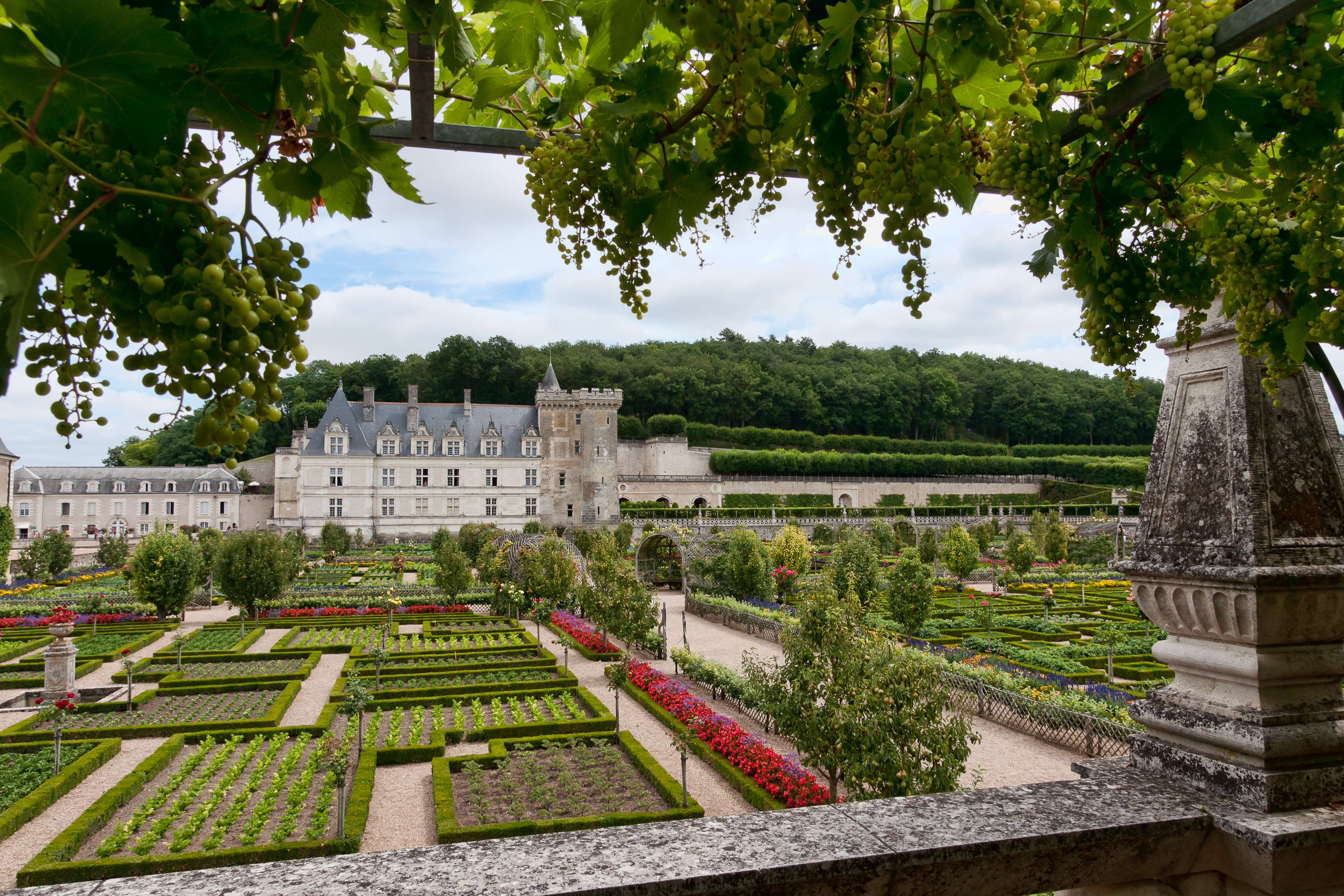
قلعة فيلاندري

القَلْعَة هو حصن منيع يشيَّد في موقع يصعب الوصول إليه، وغالبًا ما يكون على قمة جبل أو مشرفًا على بحر، وقد وجد بعضها مشيداً على أرض منبسطة.

## قائمة قلاع فرنسا
تحتوي هذه القائمة على أسماء القلاع في فرنسا.
- شاتو دو فرانكينبورك
- شاتو دو لاندسبرغ
- شاتو دو مونتريشار
- شاتو دي أوسثوفين
- قلعة شاتو دي بيرون
- قلعة شامبور
- قصر فلخس
- قلعة إيصالوا
- قلعة مونسورياو
- قلعة ثوري-ليوطي
- قلعة غويديلون
- قلعة فيلاندري
- قصر شينونسو
- لاسيل سان كلو
- متحف الفن المعاصر (قلعة مونسورياو)